# Gustav Fröhlich
Gustav Fröhlich  (Hanôver, 21 de março de 1902 – Lugano, 22 de dezembro de 1987) foi um ator do cinema mudo da Alemanha.

## Biografia
Cresceu criado por pais adotivos. Em 1916, ele se voluntariou para ser fiscal da imprensa em Bruxelas, uma cidade ocupada da Bélgica. Começou sua carreira como editor, mas também se apresentava no tempo livre no teatro local e escreveu dois romances (Heinz Brandt, der Fremdenlegionär). Sua estréia no cinema foi no filme Paganini, de 1922.
Seu papel mais famoso foi como Freder, no aclamadíssimo filme Metropolis, do diretor expressionista Fritz Lang. Foi descoberto pela esposa de Lang, Thea Von Harbou, que logo enxergou em Gustav um Freder perfeito.
Em 1930, Fröhlich foi contratado pela Warner Bros. para participar de algumas adaptações germânicas de filmes estadunidenses, como Die heilige Flamme (1930) e Kismet (1931). Ele também dirigiu Rakoczy-Marsch (1933), Abenteuer eines jungen Herrn in Polen (1934), Wege im Zwielicht (1947), Der Bagnosträfling (1949) e Die Lüge (1950).
Seu primeiro casamento foi com a estrela de ópera húngara Gitta Alpar, mas o casamento não durou mais do que quatro anos. Então ele passou a viver com a atriz tcheca Lida Baarova, mas a perdeu para o ministro de propaganda nazista Joseph Goebbels. Fröhlich teve uma feroz discussão com Goebbels e dizem que chegou a agredi-lo. Em 1941, casou-se com Maria Hajek. Nesse mesmo ano, teve que servir nas Forças Armadas alemães, mas foi interrompido por compromissos cinematográficos.
Dos anos 60 aos 80 teve algumas participações em filmes. Sua última aparição pública foi quando Giorgio Moroder lançou sua versão de Metropolis, em 1986. Gustav morreu após uma cirurgia.

## Filmografia
- De bruut (1922)
- Paganini (1923) – Franz von Liszt
- The Way to the Light (1923)
- Frisian Blood (1925) – Jörg Larsen Fischer
- Ship in Distress (1925) – Harry Petersen
- The Woman Who Did (1925) – James Compson
- The Woman Who Couldn't Say No (1927) – Edgar Jefferson
- Metropolis (1927) – Freder Fredersen – Joh Fredersens Sohn
- Light-Hearted Isabel (1927)
- Eva and the Grasshopper (1927) – Armand Noret
- Their Last Love Affair (1927) – Marys Mann
- Gehetzte Frauen (1927) – Junger Fürst
- The Master of Nuremberg (1927) – Walter von Stolzing
- The Eleven Devils (1927) – Tommy, der Mittelstürmer
- Jahrmarkt des Lebens (1927)
- Tough Guys, Easy Girls (1927) – Martin Overbeck jun.
- The Duty to Remain Silent (1928) – Gerhard, ihr Sohn
- Jahrmarkt des Lebens (1928)
- The Foreign Legionnaire (1928) – Martin Frey
- Angst (1928)
- The Green Alley (1928) – Gustav Brenner
- Homecoming (1928) – Karl
- Hurrah! I Live! (1928) – Hendrik Hansen
- The Burning Heart (1929) – Georg Wittig
- Asphalt (1929) – Wachtmeister Albert Holk
- High Treason (1929) – Wassil Gurmai
- The Immortal Vagabond (1930) – Hans Ritter
- Fire in the Opera House (1930) – Richard Faber
- Two People (1930) – Junker Rochus
- Liebeslied (1931) – Heinrich Brandt
- Kismet (1931)
- Inquest (1931) – Fritz Bernt, estudante
- The Sacred Flame (1931)
- Gloria (1931) – Georg Köhler
- A Waltz by Strauss (1931) – Johann Strauß – der Sohn
- Liebeskommando (1931) – Leutnant von Lorenz
- My Leopold (1931)
- Sang viennois (1931)
- Under False Flag (1932) – Hauptmann Herbert Frank
- The Company's in Love (1932) – Werner Loring jr.
- Gitta Discovers Her Heart (1932) – Peter, Komponist
- Ein Lied, ein Kuss, ein Mädel (1932) – Peter Franke
- I Do Not Want to Know Who You Are (1932) – Robert Lindt
- A Man with Heart (1932) – Paul Ritter
- What Women Dream (1933) – Walter Koenig
- Die Nacht der großen Liebe (1933) – Holger Rhon
- Sonnenstrahl (1933) – Hans
- Rund um eine Million (1933) – Léon Saval
- The Racokzi March (1933, também diretor) – Oberleutnant Tarjan
- Gardez le sourire (1933) – Jean
- The Fugitive from Chicago (1934) – Michael Nissen
- Abenteuer eines jungen Herrn in Polen (1934, director) – Leutnant von Keller
- Sergeant Schwenke (1934) – Oberwachtmeister Willi Schwenke
- Barcarole (1935) – Eugen Colloredo
- A Night of Change (1935) – Frank Cornelius
- Stradivari (1935) – Sándor Teleki
- Leutnant Bobby, der Teufelskerl (1935) – Leutnant Bobby Tompson
- Liebesleute (1935) – Hermann v. Goren
- Es flüstert die Liebe (1935) – Peter von Ronan
- Die Entführung (1936) – Gerard Frehel
- The Impossible Woman (1936) – Ingenieur Wiegand
- The Hour of Temptation (1936) – Rechtsanwalt Dr. Leuttern
- Inkognito (1936) – Severin Matthias
- City of Anatol (1936) – Jacques Gregor
- Dangerous Crossing (1937) – Hans Scheffler – U-Bahn-Beamter
- Alarm in Peking (1937) – Oberleutnant Brock
- Gabriele: eins, zwei, drei (1937) – Der Ingenieur
- The Great and the Little Love (1938) – Prinz Louis Alexander, também conhecido como Dr. Alexander Bordam
- Frau Sixta (1938) – Markus
- In geheimer Mission (1938) – Jan Jenssen, Steuermann
- Renate in the Quartet (1939) – Kurt Kielmansdorf
- Alarm at Station III (1939) – Arne Kolk, Zollwachtmeister
- Adieu Vienne (1939) – Franz Mansfield
- de (1940) – Der Privatsekretär
- Alles Schwindel (1940) – Peter Graf von Asfeld
- Herz – modern möbliert (1940) – Thomas Ostenhoff
- Herz geht vor Anker (1940) – Fritz Ullmann
- Clarissa (1941) – Lutz Bornhoff
- Sechs Tage Heimaturlaub (1941) – Unteroffizier Werner Holt
- Der Große König (1942) – Sgt. Treskow
- With the Eyes of a Woman (1942) – Paul von Detky
- Tolle Nacht (1943) – Peter
- The Buchholz Family (1944) – Dr. Wrenzchen
- Marriage of Affection (1944) – Dr. Franz Wrenzchen
- Der Große Preis (1944) – Westhoff
- Das Konzert (1944) – Dr. Jura
- Tell the Truth (1946) – Peter Hellmer
- Paths in Twilight (1948, diretor) – Otto Lukas
- The Lost Face (1948) – Dr. Thomas Martin
- An Everyday Story (1948) – Bernd Falkenhagen
- I'll Never Forget That Night (1949) – Dr. Paul Schröter
- Der große Fall (1949) – Cerberus, der Tausendsassa
- The Prisoner (1949, only director)
- This Man Belongs to Me (1950) – Dr. Wilhelm Löhnefink
- The Lie (1950, only director)
- The Sinner (1951) – Alexander Kless
- Stips (1951) – Dr. Klaus Michael Dirkhoff, genannt Stips
- Torreani (1951, also directed) – Erich Holsten
- Adventure in Vienna (1952) – Toni Sponer
- House of Life (1952) – Dr. Peter Haidt
- Marriage for One Night (1953) – Pedro
- We'll Talk About Love Later (1953) – Jonny Pitter
- The Little Town Will Go to Sleep (1954) – Peter Bruck – Bildhauer
- Roses from the South (1954) – Julien de Costa
- Ball of Nations (1954) – Percy Buck
- His Daughter is Called Peter (1955, somente diretor)
- The First Day of Spring (1956) – Paul Frank
- Vergiß wenn Du kannst (1956) – Dr.Georg Sudeny, ihr Gatte
- Sag nicht addio (1956)
- It Happened Only Once (1958) – Ele mesmo
- …und keiner schämte sich (1960) – Dr. Lebrecht
- Das Kriminalmuseum (1963, TV Series) – Eberhard Eggers
- Die Dubarry (1963, TV Movie) – König Ludwig XV
- Laubenkolonie (1968, TV Movie) – Richard Scheibe
- Schicht in Weiß (1980, TV Series) – Dr. Sodener
- Pommi Stern (1981, TV Movie) – Alter Mann